# Витцеце
Витцеце (нем. Witzeeze) — община в Германии, в земле Шлезвиг-Гольштейн. 
Входит в состав района Герцогство Лауэнбург. Подчиняется управлению Бюхен.  Население составляет 889 человек (на 31 декабря 2010 года). Занимает площадь 10,46 км².